# Huit vues d'Ōmi
Les  Huit vues d'Ōmi (近江八景, Ōmi hakkei) sont un thème de l'art japonais représentant les plus belles vues autour du lac Biwa, dans l'ancienne province d'Ōmi qui correspond à l'actuelle préfecture de Shiga.
Ce thème s'inscrit dans une tradition dont l'origine remonte à cet événement : l'ancien régent Konoe Masaie (1443-1505) avait été invité par le gouverneur local, Sasaki Takayori, en 1500, à Ōmi. On le conduisit en huit points ayant vue sur le lac Biwa afin de leur donner un nom. Cet événement faisait référence aux célèbres peintures et poèmes sur le thème chinois des Huit vues de Xiaoxiang. La confluence de ces deux rivières produit le plus grand lac de Chine, le lac Dongting, comme le lac Biwa qui est le plus grand du Japon. On raconte que Masai composa huit poèmes à l'occasion.

## Les huit vues
Chaque estampe met en valeur la beauté changeante des environs du lac Biwa selon les saisons et le moment de la journée.
- Voiliers rentrant à Yabase (矢橋の帰帆?)
- Feux du couchant à Seta (勢多（瀬田）の夕照?)
- Lune d'automne à Ishiyama (石山の秋月?)
- Brumes du matin à Awazu (粟津の晴嵐?)
- Cloche du soir à Mii (三井晩鐘?)
- Pluie du soir à Karasaki (唐崎の夜雨?)
- Retour des oies sauvages à Katata (堅田の落雁?)
- Neiges du soir à Hira (比良の暮雪?)

## Origine du thème
La liste des Huit vues d'Ōmi a été établie par le calligraphe Nobutada Konoe (1565-1614), inspiré par un thème traditionnel de l'art chinois : Huit vues de Xiaoxiang.
Le peintre Utagawa Hiroshige (1797-1858), artiste de l'Ukiyo-e, a illustré cette liste en peignant près de vingt séries d'estampes sur le thème des Huit vues d'Ōmi. D'autres peintres ont exploré ce thème, comme, avant lui, Katsushika Hokusai (1760-1849), Suzuki Harunobu (1725 ? -1770, et, après lui, Hiroshige II (1826-1869) et Itō Shinsui (1898-1972).
Une variante de ce thème existe sous le nom de « Huit vues du lac Biwa ».
Le thème lui-même a été adapté à d'autres lieux du Japon, comme Edo.

## Estampes de Hiroshige
Vers 1834, Hiroshige a réalisé la série suivante :

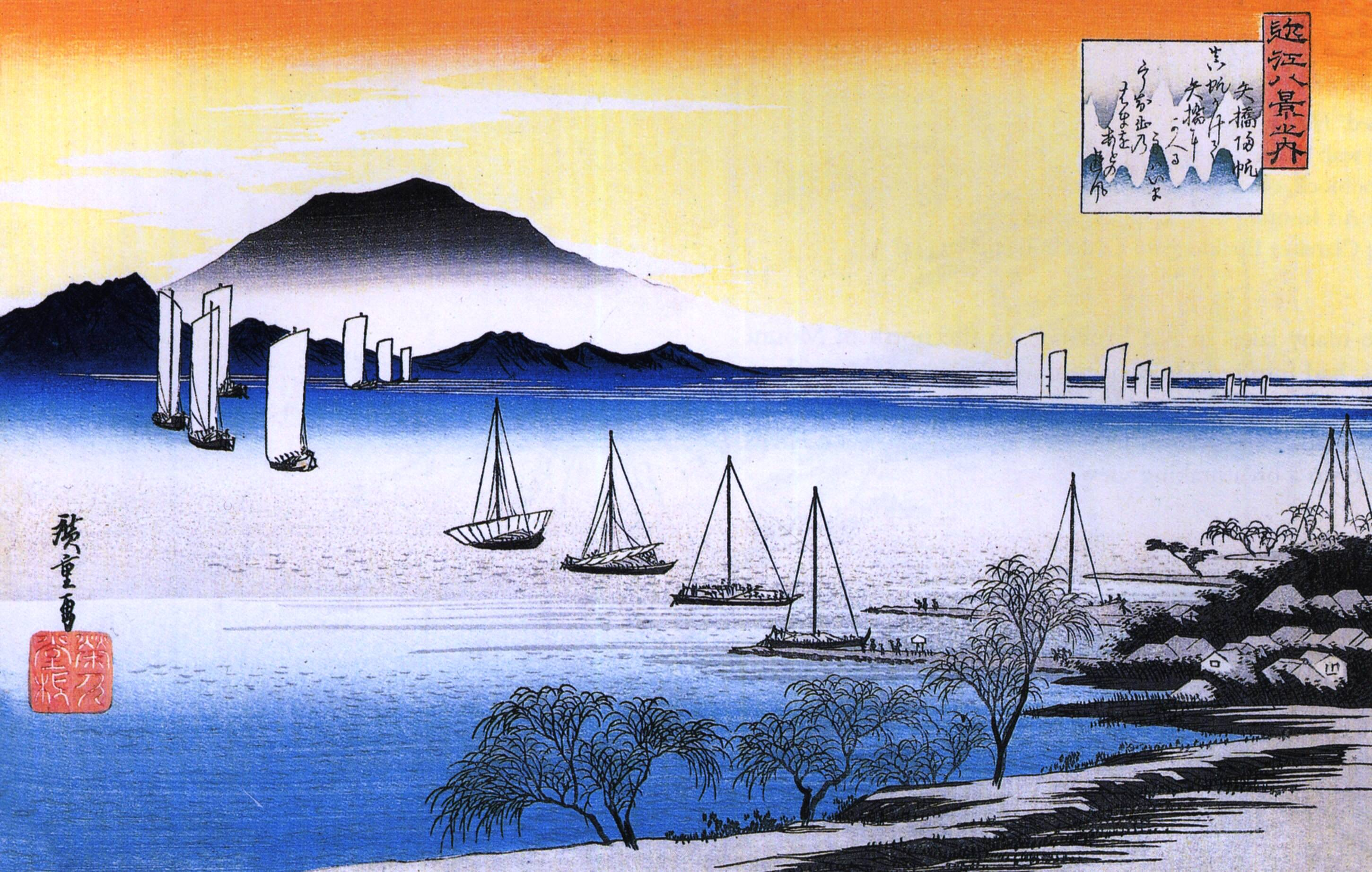
.
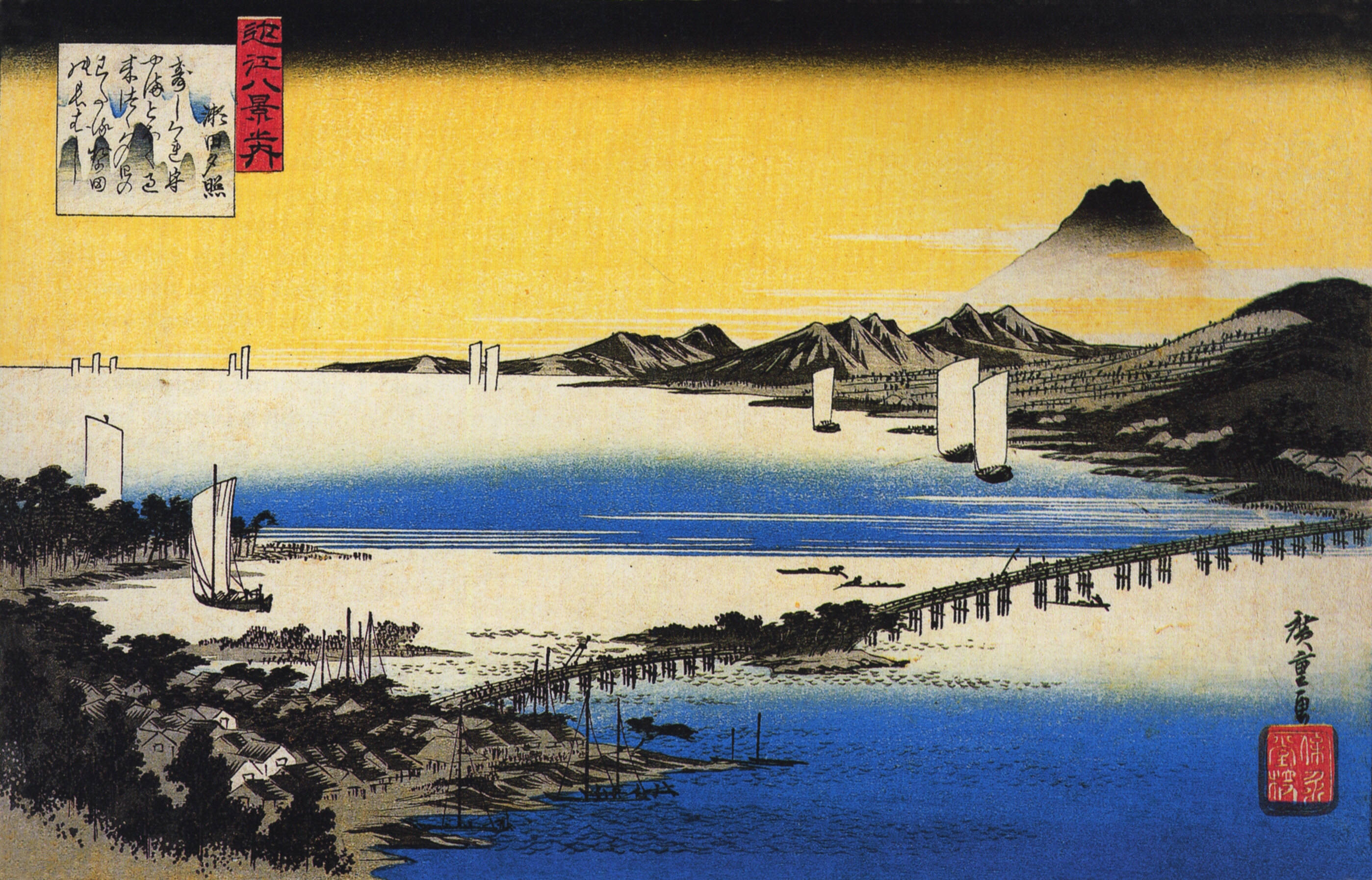
.
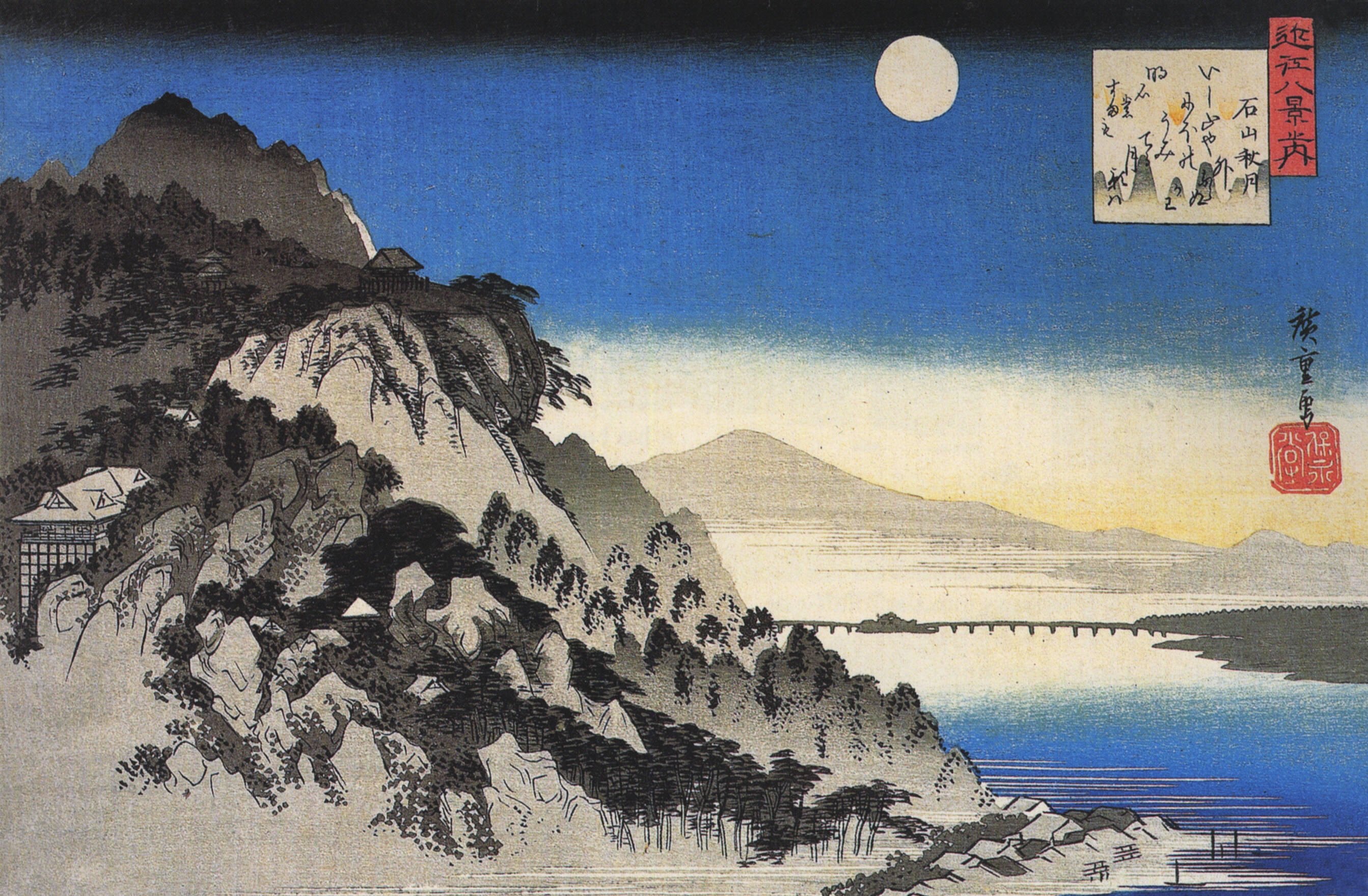
.
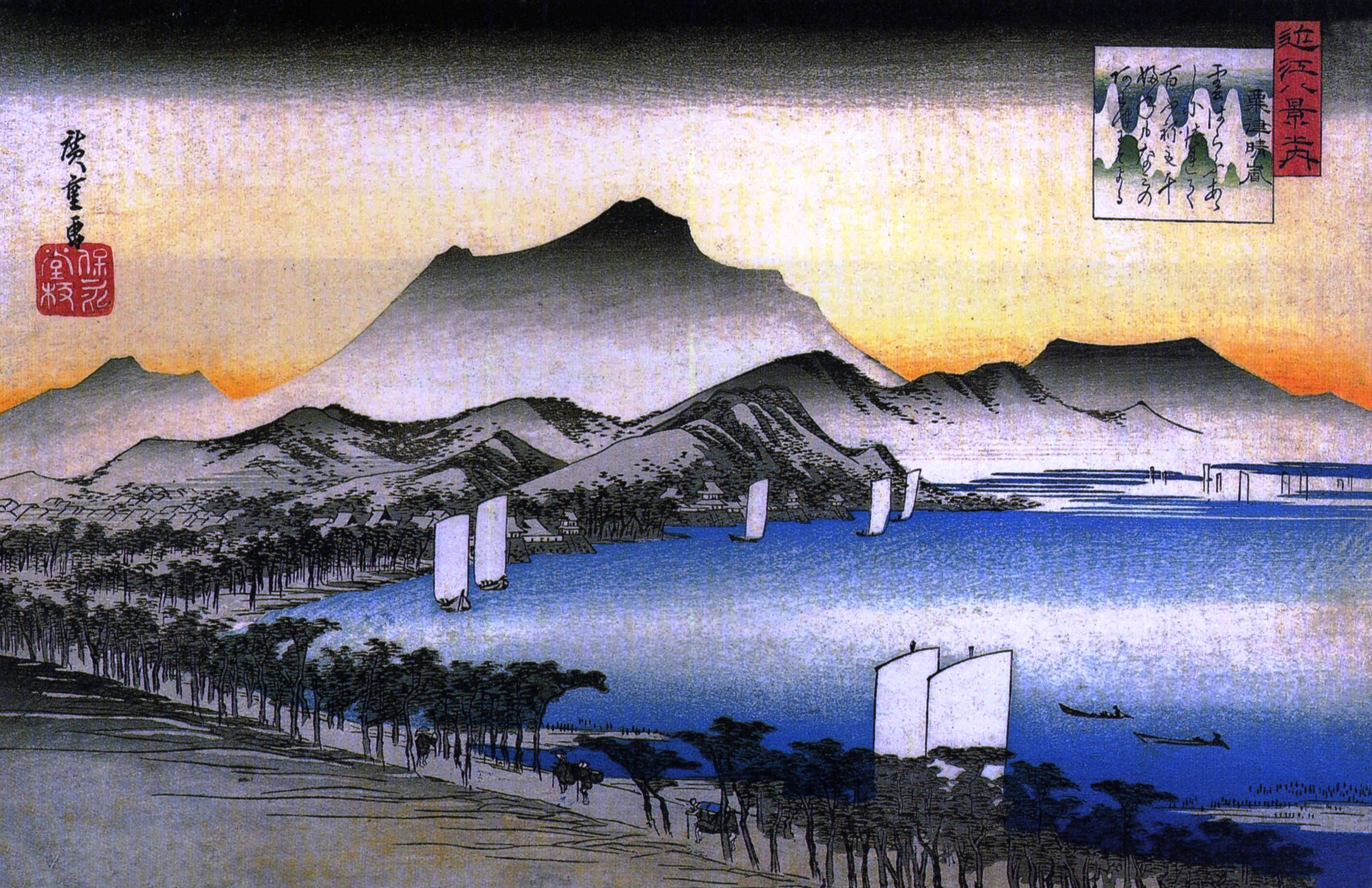
.
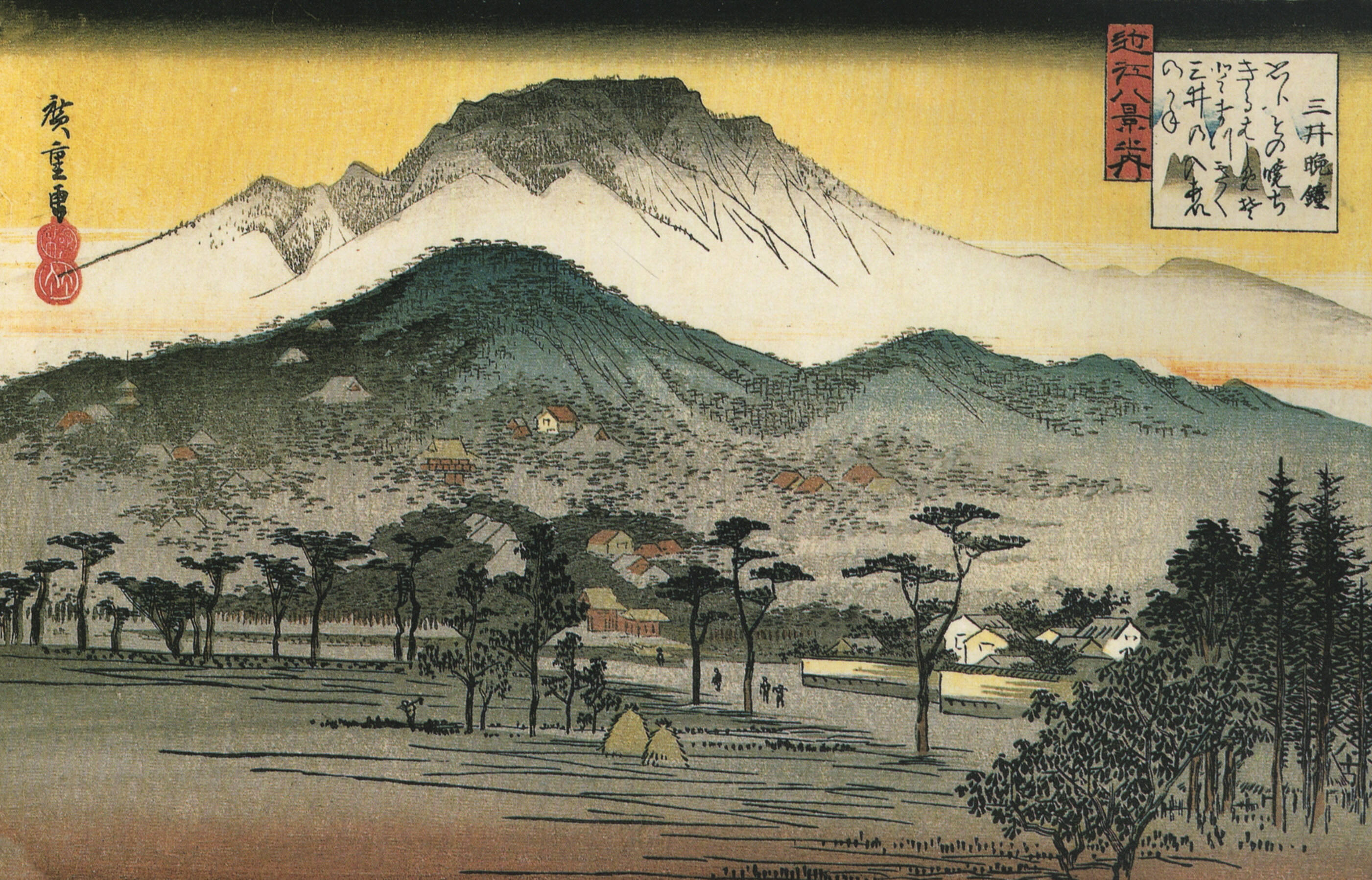
.
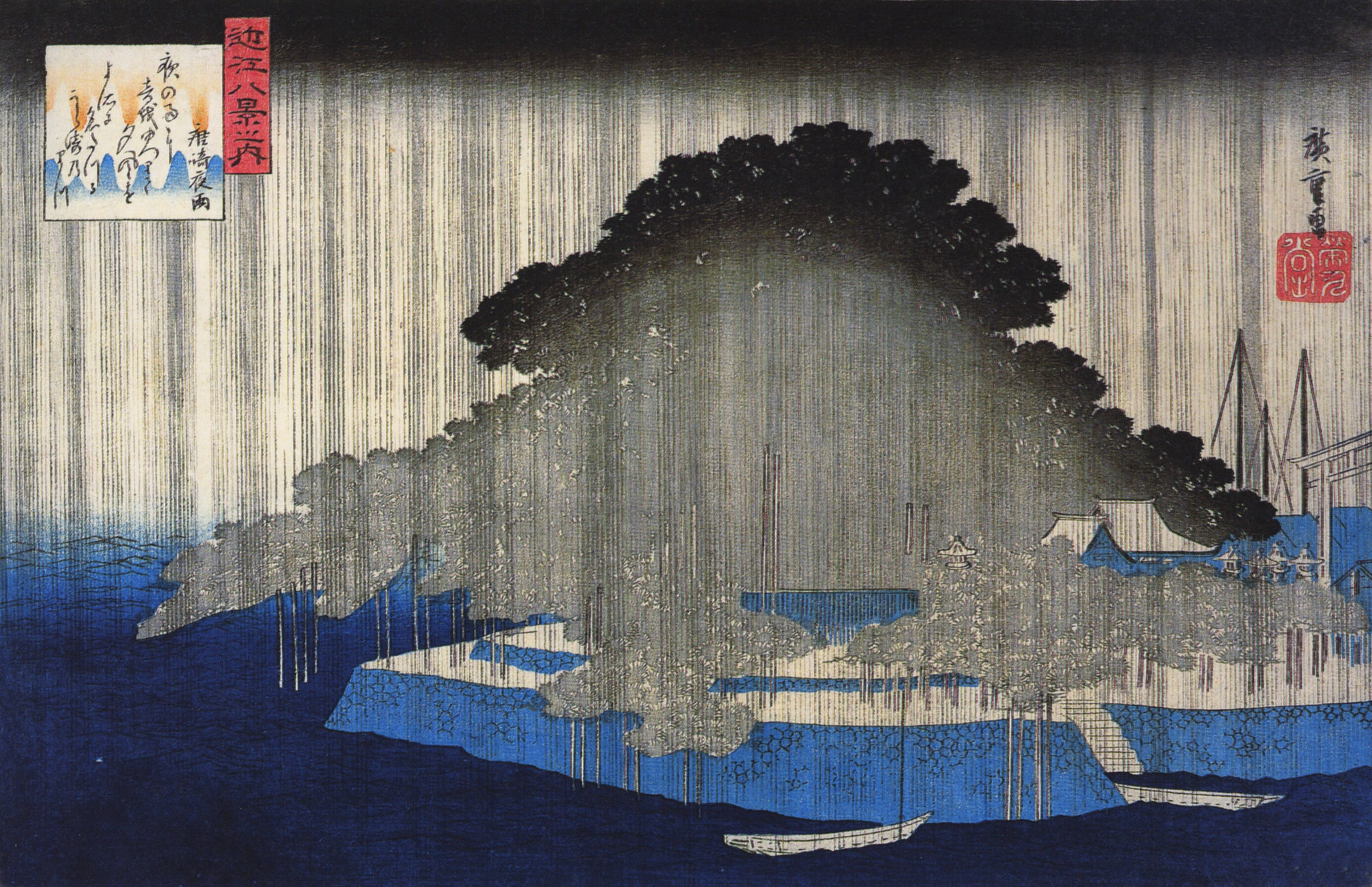
.
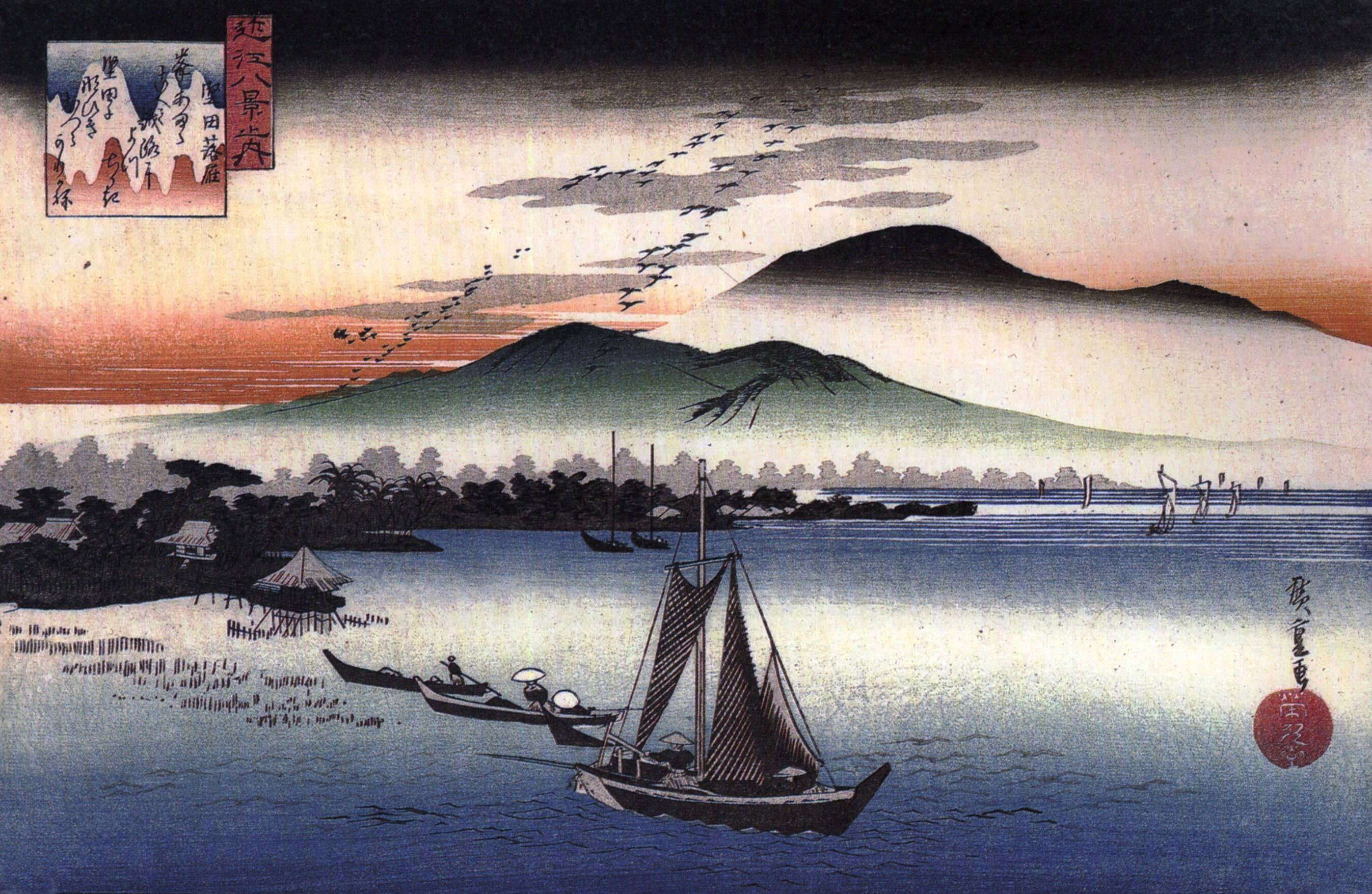
.
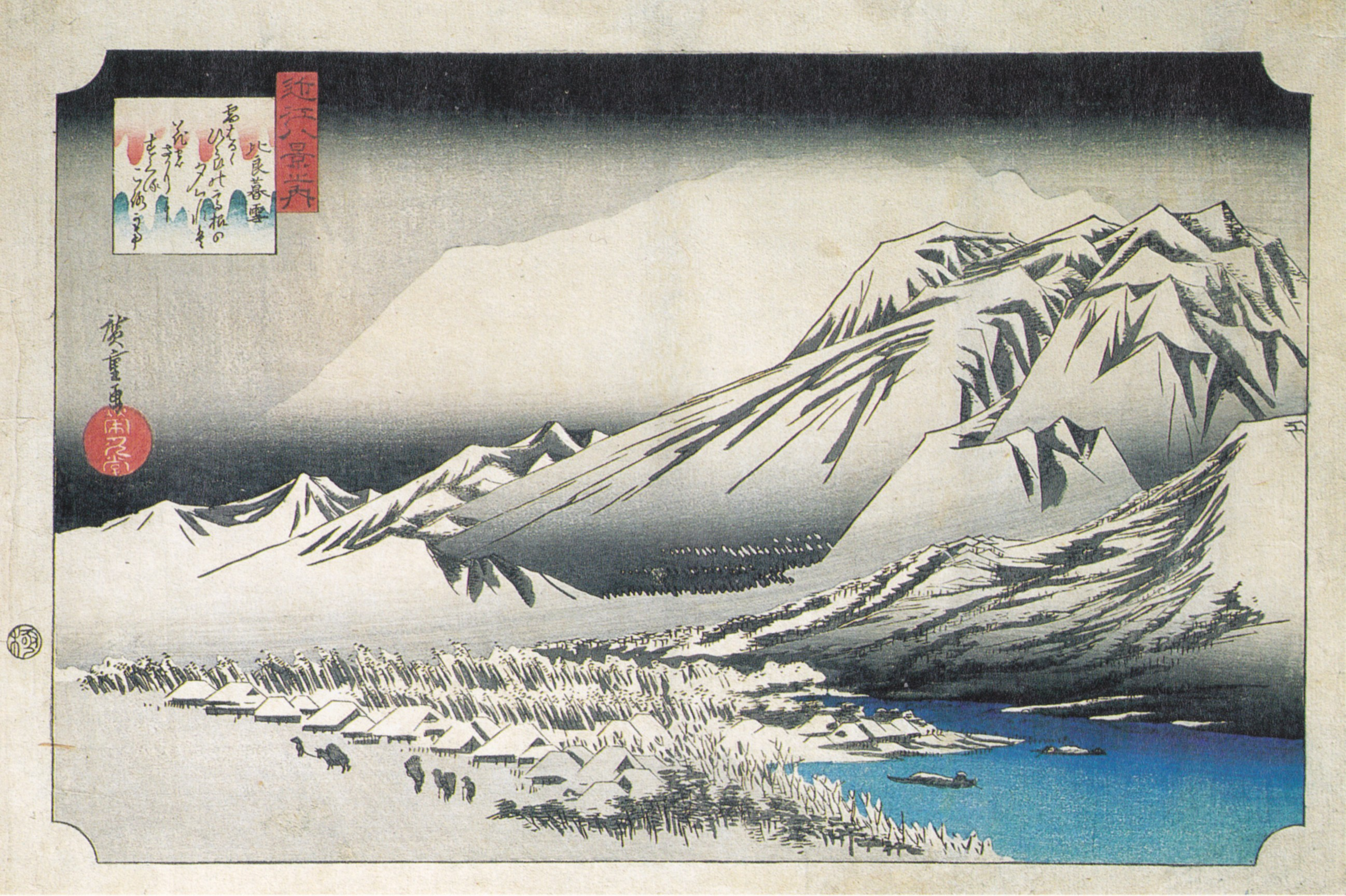
.

- Yabase (矢橋帰帆?).
- Seta (勢多夕照?).
- Ishiyama (石山秋月?).
- Awazu (粟津晴嵐?).
- Temple Mii (三井晩鐘?).
- Karasaki (唐崎夜雨?).
- Katata (堅田落雁?).
- Montagnes de Hira (比良暮雪?).